# David Cassidy
David Bruce Cassidy (New York, 12 april 1950 – Fort Lauderdale, 21 november 2017) was een Amerikaans zanger, acteur en gitarist.

## Levensloop
Cassidy was het enige kind dat acteur Jack Cassidy en Evelyn Ward samen kregen. Hij werd bekend in de rol van Keith Partridge in de televisieserie The Partridge Family (1970-1974). De serie maakte van Cassidy een tieneridool. De massahysterie rond zijn optredens werd "Cassidymania" genoemd. Tijdens een dringpartij bij een concert in het Londense White City Stadium vond in 1974 een veertienjarig meisje de dood.
Cassidy typeerde de muziek uit zijn beginjaren als bubblegum. Hij had hits met onder meer I Think I Love You (1970), How Can I Be Sure (1972) en Could It Be Forever (1972). Zijn hit Cherish behaalde de eerste plaats op de hitlijsten van Australië en Nieuw-Zeeland, de tweede in het Verenigd Koninkrijk en de negende in de Verenigde Staten.
Cassidy is drie keer getrouwd geweest en had een dochter (actrice en zangeres Katie Cassidy) en een zoon.
In 2008 gaf Cassidy publiekelijk toe dat hij kampte met een alcoholverslaving. Hij werd meerdere malen veroordeeld voor rijden onder invloed. In februari 2017 maakte hij bekend dat hij, net als zijn grootvader en moeder, aan dementie leed.
In november 2017 werd de 67-jarige Cassidy nadat zijn nier- en leverfunctie waren uitgevallen opgenomen in een ziekenhuis, waar hij drie dagen later overleed.

## NPO Radio 2 Top 2000
| Nummer met noteringen in de NPO Radio 2 Top 2000 | '99  | '00-'01 | '02  | '03  | '04  | '05  | '06  | '07  | '08  | '09  |
| ------------------------------------------------ | ---- | ------- | ---- | ---- | ---- | ---- | ---- | ---- | ---- | ---- |
| How Can I Be Sure                                | 1159 | -       | 1680 | 1837 | 1653 | 1567 | 1525 | 1839 | 1677 | 1947 |

1. ↑  Een '-' betekent dat het nummer niet was genoteerd en een vetgedrukt getal geeft de hoogste notering aan.
2. ↑  Deze tabel is bijgewerkt tot en met de laatste editie (2024).